# Duşan Cantekin
Duşan Cantekin (nacido Dušan Gavrilović, en cirílico serbio Душан Гавриловић, Belgrado, 21 de junio de 1990) es un baloncestista serbio nacionalizado turco que pertenece a la plantilla del Pınar Karşıyaka  de la Basketbol Süper Ligi, la primera división del baloncesto turco. Con 2,21 metros de estatura, juega en la posición de pívot.

## Trayectoria deportiva

### Profesional
Hizo su debut como baloncestista profesional en el Pertevniyal Spor Kulübü de la TB2L, la segunda categoría del baloncesto turco, en la temporada 2008-09, donde jugó una temporada como titular en la que promedió 9,6 puntos y 7,1 rebotes por partido.
Al año siguiente firmó con el Anadolu Efes S.K., con el que jugó su primera temporada en la máxima categoría, participando en 16 partidos en los que promedió 2,1 puntos y 2,2 rebotes por encuentro. En agosto de 2010 se marchó cedido al Mersin BB, y en diciembre al equipo serbio del KK Mega Leks, al no tener suficientes minutos de juego en el equipo turco. Allí acabó la temporada y jugó completa la siguiente, en la que promedió 11,4 puntos y 7,2 rebotes por partido.
En agosto de 2012 firmó contrato con el Banvit B.K., regresando así a Turquía, donde en su primera temporada promedió 4,7 puntos y 2,7 rebotes por partido, alternando su participación en el primer equipo con el filial, el Bandırma Kırmızı.
En septiembre de 2014 regresó al KK Mega Leks, en esta ocasión como jugador traspasado, donde jugó hasta el mes de enero de 2015, cuando dejó el equipo para fichar por el Istanbul B.B., donde acabó la temporada promediando 7,5 puntos y 3,0 rebotes por partido.
En octubre de 2015 fichó por el Galatasaray, donde contó con muy pocos minutos de juego, promediando 1,1 puntos y 0,9 rebotes por encuentro. En agosto de 2016 se comprometió con el Trabzonspor B.K..
En la temporada 2021-22, firma por el Gaziantep BŞB de la Basketbol Süper Ligi, la primera división del baloncesto turco.
En la temporada 2022-23, firma por el Pınar Karşıyaka de la Basketbol Süper Ligi.

### Selección nacional
Fue un jugador habitual en las categorías inferiores de la selección de Turquía, con la que disputó el Europeo sub-20 en 2009 y 2010.